# Главное событие (фильм, 1979)
«Гла́вное собы́тие» (англ. The Main Event, 1979) — американская романтическая кинокомедия с Барброй Стрейзанд и Райаном О'Нилом в главных ролях.

## Сюжет
Хиллари Крамер (Барбра Стрейзанд), успешная производительница парфюмерии, разорена. Её управляющий сбежал в Южную Америку со всеми её деньгами и не оставил даже номера телефона. Долги Хиллари превышают её активы даже после продажи фирмы. На руках у неё остаётся гора неоплаченных векселей и контракт с неким Симпатягой Кидом, боксёром, — одна из налоговых уловок сбежавшего менеджера.
Обнаружив, что является владельцем человека, Хиллари находит Симпатягу (Райан О’Нил). Она даже не знала, что Кид несколько лет получал от неё по 250 долларов в неделю и притом не выполнял обязательств со своей стороны — не проводил плановых боёв. Прошло уже четыре года с момента «матча, которого не было», когда Кид сцепился со своим противником в раздевалке до начала поединка, за что был дисквалифицирован. И с этого времени боксёр-неудачник не возвращался на ринг, а на средства, регулярно получаемые от Хиллари, открыл частную автошколу на окраине с офисом, выстроенным в виде боксёрской перчатки.
Кид должен Хиллари деньги, на его имущество, включая автошколу, наложен арест, но всё это не может покрыть долги бывшей парфюмерши. И тогда Хиллари решается на отчаянный шаг: вернуть Кида на ринг. А сама становится его менеджером.

## В ролях
- Барбра Стрейзанд — Хиллари Крамер
- Райан О’Нил — Эдди Скэлон по прозвищу Симпатяга Кид
- Пол Сэнд — Дэвид
- Уитман Майо — Перси
- Патти Д`Арбанвилль — Донна
- Чу Чу Малаве — Луис
- Ричард Лоусон — Гектор Мантилла
- Джеймс Грегори — Гоу
- Кристин Дебелл — Люси

## Саундтрек
В июле 1979 года саундтрек фильма был выпущен на LP, кассете и в формате Stereo 8. В октябре 1993 вышло издание на CD. Основной композицией саундтрека является расширенная версия песни «The Main Event/Fight» (11:39), более короткая версия (4:54) была выпущена в виде сингла. Также был записан «балладный» вариант под названием «The Main Event» (из композиции удалены быстрые части «Fight»). Кроме того, существует бутлег, записанный во время сессии с Барброй Стрейзанд, где она комментирует песню. 12-дюймовый промосингл (DJ-only) с композицией «The Main Event/Fight» стал первым релизом Стрейзанд в данном формате.
Саундтрек состоит из следующих композиций: 

1. Main Event, The/Fight — Барбра Стрейзанд
2. Body Shop, The — Michalski & Ooversteen
3. Main Event, The/Fight (short version) — Барбра Стрейзанд
4. Copeland Meets The Coasters (Get A Job) — Майкл Мелвойн
5. Big Girls Don’t Cry — Frankie Valli & The Four Seasons
6. It’s Your Foot Again — Майкл Мелвойн
7. Angry Eyes — Loggins & Messina
8. I’d Clean A Fish For You — Майкл Мелвойн
9. Main Event, The (ballad) — Барбра Стрейзанд

## Критика и награды
Фильм был раскритикован рецензентами, но имел большой зрительский успех, собрал хорошую кассу и получил премию «Выбор народа» (1980). Авторы песни «The Main Event» (Paul Jabara и Bruce Roberts) были номинированы на «Золотой Глобус» (1980).